# Ivan Terenine
Ivan Terenine (Иван Теренин en russe), né le 22 juin 1982, est un coureur cycliste russe des années 2000.

## Palmarès sur route
- 2001
  - Classement général des Cinq anneaux de Moscou
- 2002
  - 2e, 4e et 5e étapes des Cinq anneaux de Moscou
  - Tour de Mainfranken :
    - Classement général
    - 1re étape

  - 3e du Grand Prix de Saint-Symphorien-sur-Coise
  - 3e du Trophée des Châteaux aux Milandes
- 2003
  - Classement général du Tour du Cameroun
  - 3e étape du Critérium des Espoirs
  - 3e étape du Triptyque des Monts et Châteaux
  - Prologue des Cinq anneaux de Moscou
  - 3e du Circuit des Vins du Blayais
- 2004
  - Classement général des Cinq anneaux de Moscou
- 2005
  - Mayor Cup
  - 2e étape des Cinq anneaux de Moscou
  - Grand Prix des Fêtes de Coux-et-Bigaroque

## Palmarès sur piste

### Championnats d'Europe
- Brno 2001 (espoirs)
  -  Médaillé de bronze de la poursuite par équipes espoirs